# Äggkokare

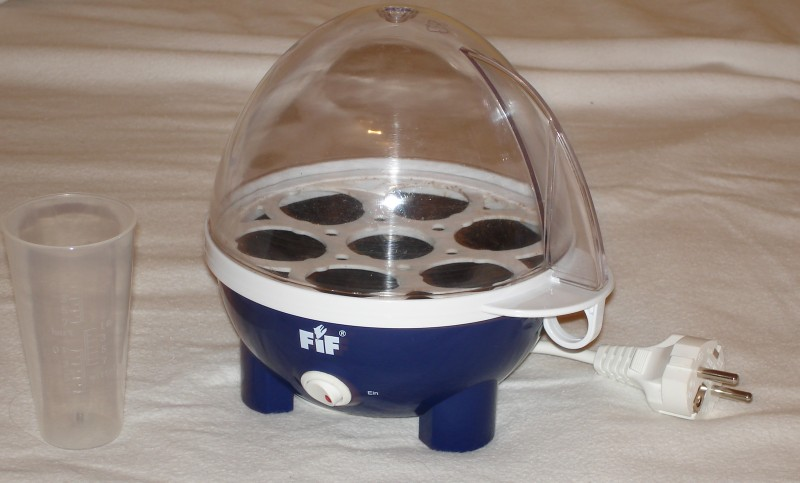
En äggkokare för upp till sju ägg.

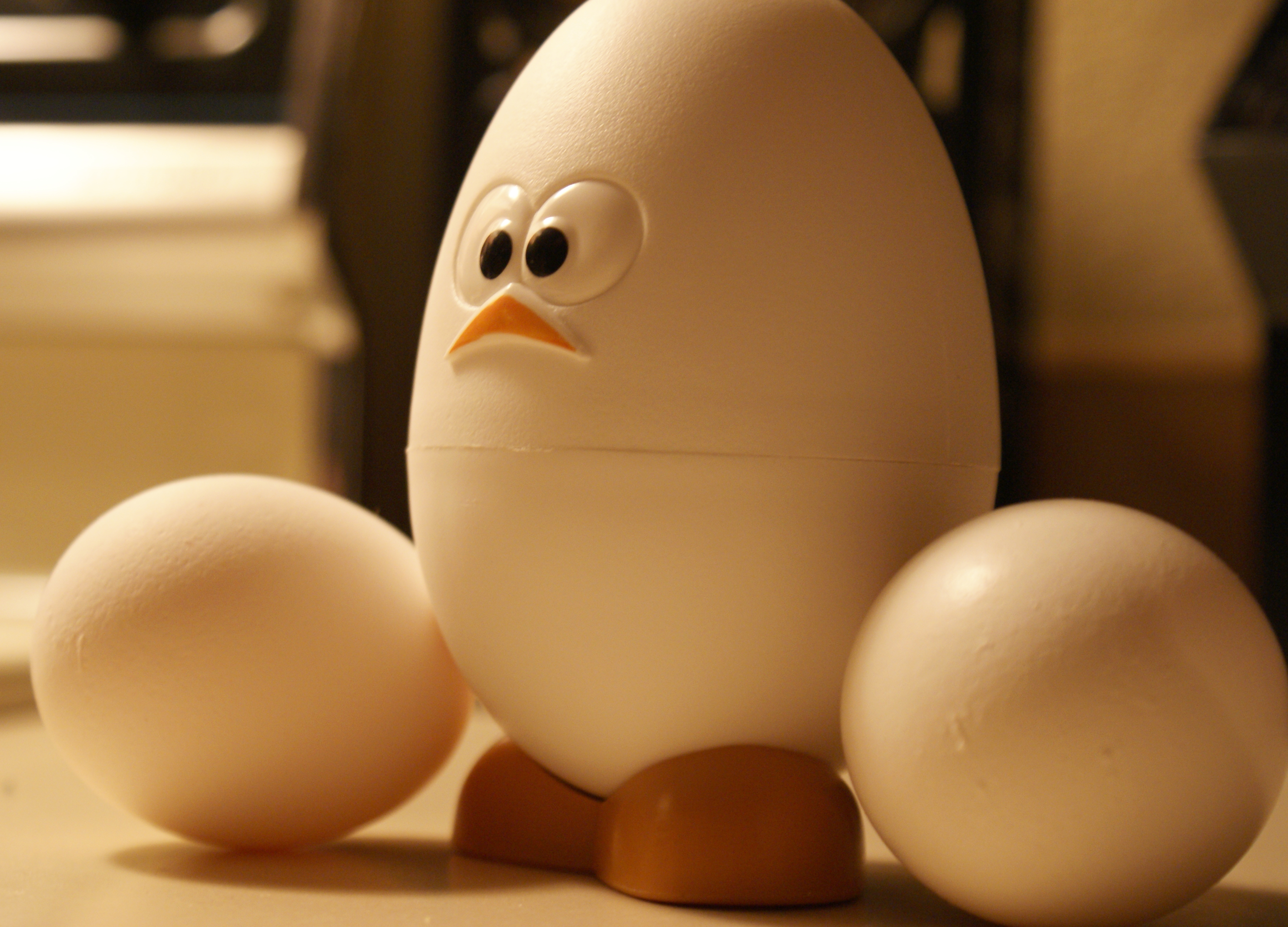
En så kallad äggkokare för mikrovågsugn.

En äggkokare är ett elektriskt köksredskap som kokar ägg. Vanligtvis kan den koka 1–7 ägg åt gången, och när äggen är färdiga brukar en signal ljuda.
Apparater med tidsstyrning använder också ångkokning, men vattenmängden behöver inte mätas exakt. Man kan ta bort ägg emellanåt, om man vill ha mjuka och hårda ägg. Tillagningstiden måste anpassas till äggets storlek och dess ursprungliga temperatur.
Även behållare avsedda för att koka ägg i mikrovågsugn kallas äggkokare, men dessa är inte elektriska. Äggkokare som kan placeras i mikron är också mycket energisnåla. På grund av det låga energi- och vattenbehovet kan även ett enda ägg förberedas snabbt och effektivt. Det finns också mikrovågsugnar som kan tillaga fyra ägg samtidigt, till exempel.